# Specie di Carangidae
Di seguito la lista delle specie di Carangidae aggiornate a settembre 2013.

## A - C
| Genere         | Specie                       | Immagine |
| -------------- | ---------------------------- | -------- |
| Alectis        | Alectis alexandrina          |          |
| Alectis        | Alectis ciliaris             |          |
| Alectis        | Alectis indica               |          |
| Alepes         | Alepes apercna               |          |
| Alepes         | Alepes djedaba               |          |
| Alepes         | Alepes kleinii               |          |
| Alepes         | Alepes melanoptera           |          |
| Alepes         | Alepes vari                  |          |
| Atropus        | Atropus atropos              |          |
| Atule          | Atule mate                   |          |
| Campogramma    | Campogramma glaycos          |          |
| Carangoides    | Carangoides armatus          |          |
| Carangoides    | Carangoides bajad            |          |
| Carangoides    | Carangoides bartholomaei     |          |
| Carangoides    | Carangoides chrysophrys      |          |
| Carangoides    | Carangoides ciliarius        |          |
| Carangoides    | Carangoides coeruleopinnatus |          |
| Carangoides    | Carangoides dinema           |          |
| Carangoides    | Carangoides equula           |          |
| Carangoides    | Carangoides ferdau           |          |
| Carangoides    | Carangoides fulvoguttatus    |          |
| Carangoides    | Carangoides gymnostethus     |          |
| Carangoides    | Carangoides hedlandensis     |          |
| Carangoides    | Carangoides humerosus        |          |
| Carangoides    | Carangoides malabaricus      |          |
| Carangoides    | Carangoides oblungus         |          |
| Carangoides    | Carangoides orthogrammus     |          |
| Carangoides    | Carangoides otrynter         |          |
| Carangoides    | Carangoides plagiotaenia     |          |
| Carangoides    | Carangoides praeustus        |          |
| Carangoides    | Carangoides talamparoides    |          |
| Caranx         | Caranx bucculentus           |          |
| Caranx         | Caranx caballus              |          |
| Caranx         | Caranx caninus               |          |
| Caranx         | Caranx crysos                |          |
| Caranx         | Caranx fischeri              |          |
| Caranx         | Caranx heberi                |          |
| Caranx         | Caranx hippos                |          |
| Caranx         | Caranx ignobilis             |          |
| Caranx         | Caranx latus                 |          |
| Caranx         | Caranx lugubris              |          |
| Caranx         | Caranx melampygus            |          |
| Caranx         | Caranx papuensis             |          |
| Caranx         | Caranx rhonchus              |          |
| Caranx         | Caranx ruber                 |          |
| Caranx         | Caranx senegallus            |          |
| Caranx         | Caranx sexfasciatus          |          |
| Caranx         | Caranx tille                 |          |
| Caranx         | Caranx vinctus               |          |
| Chloroscombrus | Chloroscombrus chrysurus     |          |
| Chloroscombrus | Chloroscombrus orqueta       |          |

## D - Sel
| Genere         | Specie                       | Immagine |
| -------------- | ---------------------------- | -------- |
| Decapterus     | Decapterus akaadsi           |          |
| Decapterus     | Decapterus koheru            |          |
| Decapterus     | Decapterus kurroides         |          |
| Decapterus     | Decapterus macarellus        |          |
| Decapterus     | Decapterus macrosoma         |          |
| Decapterus     | Decapterus maruadsi          |          |
| Decapterus     | Decapterus muroadsi          |          |
| Decapterus     | Decapterus punctatus         |          |
| Decapterus     | Decapterus russelli          |          |
| Decapterus     | Decapterus scombrinus        |          |
| Decapterus     | Decapterus tabl              |          |
| Elagatis       | Elagatis bipinnulata         |          |
| Gnathanodon    | Gnathanodon speciosus        |          |
| Hemicaranx     | Hemicaranx amblyrhynchus     |          |
| Hemicaranx     | Hemicaranx bicolor           |          |
| Hemicaranx     | Hemicaranx leucurus          |          |
| Hemicaranx     | Hemicaranx zelotus           |          |
| Lichia         | Lichia amia                  |          |
| Megalaspis     | Megalaspis cordyla           |          |
| Naucrates      | Naucrates ductor             |          |
| Oligoplites    | Oligoplites altus            |          |
| Oligoplites    | Oligoplites palometa         |          |
| Oligoplites    | Oligoplites refulgens        |          |
| Oligoplites    | Oligoplites saliens          |          |
| Oligoplites    | Oligoplites saurus           |          |
| Pantolabus     | Pantolabus radiatus          |          |
| Parastromateus | Parastromateus niger         |          |
| Parona         | Parona signata               |          |
| Pseudocaranx   | Pseudocaranx chilensis       |          |
| Pseudocaranx   | Pseudocaranx dentex          |          |
| Pseudocaranx   | Pseudocaranx dinjerra        |          |
| Pseudocaranx   | Pseudocaranx wrighti         |          |
| Scomberoides   | Scomberoides commersonnianus |          |
| Scomberoides   | Scomberoides lysan           |          |
| Scomberoides   | Scomberoides tala            |          |
| Scomberoides   | Scomberoides ton             |          |
| Selar          | Selar boops                  |          |
| Selar          | Selar crumenophthalmus       |          |
| Selene         | Selene brevoortii            |          |
| Selene         | Selene brownii               |          |
| Selene         | Selene dorsalis              |          |
| Selene         | Selene orstedii              |          |
| Selene         | Selene peruviana             |          |
| Selene         | Selene setapinnis            |          |
| Selene         | Selene spixii                |          |
| Selene         | Selene vomer                 |          |

## Ser - U
| Genere      | Specie                   | Immagine |
| ----------- | ------------------------ | -------- |
| Seriola     | Seriola carpenteri       |          |
| Seriola     | Seriola dumerili         |          |
| Seriola     | Seriola fasciata         |          |
| Seriola     | Seriola hippos           |          |
| Seriola     | Seriola lalandi          |          |
| Seriola     | Seriola peruana          |          |
| Seriola     | Seriola quinqueradiata   |          |
| Seriola     | Seriola rivoliana        |          |
| Seriola     | Seriola zonata           |          |
| Seriolina   | Seriolina nigrofasciata  |          |
| Trachinotus | Trachinotus africanus    |          |
| Trachinotus | Trachinotus anak         |          |
| Trachinotus | Trachinotus baillonii    |          |
| Trachinotus | Trachinotus bloochi      |          |
| Trachinotus | Trachinotus botla        |          |
| Trachinotus | Trachinotus carolinus    |          |
| Trachinotus | Trachinotus cayennensis  |          |
| Trachinotus | Trachinotus coppingeri   |          |
| Trachinotus | Trachinotus falcatus     |          |
| Trachinotus | Trachinotus goodei       |          |
| Trachinotus | Trachinotus goreensis    |          |
| Trachinotus | Trachinotus kennedyi     |          |
| Trachinotus | Trachinotus marginatus   |          |
| Trachinotus | Trachinotus maxillosus   |          |
| Trachinotus | Trachinotus mookale      |          |
| Trachinotus | Trachinotus ovatus       |          |
| Trachinotus | Trachinotus paitensis    |          |
| Trachinotus | Trachinotus rhodopus     |          |
| Trachinotus | Trachinotus stilbe       |          |
| Trachinotus | Trachinotus teraia       |          |
| Trachurus   | Trachurus aleevi         |          |
| Trachurus   | Trachurus capensis       |          |
| Trachurus   | Trachurus declivis       |          |
| Trachurus   | Trachurus delagoa        |          |
| Trachurus   | Trachurus indicus        |          |
| Trachurus   | Trachurus japonicus      |          |
| Trachurus   | Trachurus lathami        |          |
| Trachurus   | Trachurus longimanus     |          |
| Trachurus   | Trachurus mediterraneus  |          |
| Trachurus   | Trachurus murphyi        |          |
| Trachurus   | Trachurus novaezelandiae |          |
| Trachurus   | Trachurus picturatus     |          |
| Trachurus   | Trachurus symmetricus    |          |
| Trachurus   | Trachurus trachurus      |          |
| Trachurus   | Trachurus trecae         |          |
| Ulua        | Ulua aurochs             |          |
| Ulua        | Ulua mentalis            |          |
| Uraspis     | Uraspis helvola          |          |
| Uraspis     | Uraspis secunda          |          |
| Uraspis     | Uraspis uraspis          |          |